# Nova vas (gmina Miren-Kostanjevica)
Nova vas – wieś w Słowenii, w gminie Miren-Kostanjevica. W 2018 roku liczyła 60 mieszkańców.